# Gerhard Hormann
Gerhard Hormann (Rotterdam, 26 mei 1961) is een Nederlandse schrijver. Hormann is woonachtig in Ridderkerk en fervent wielrenner. Nadat hij aanvankelijk vooral thrillers publiceerde, richt hij zich sinds 2012 op non-fictieboeken waarin hij pleit voor aflossing van de hypotheek en controle van de eigen financiën, waardoor ruimte ontstaat om minder te gaan werken. Daarnaast publiceert Hormann voor het Reformatorisch Dagblad en De Volkskrant.

## Biografie
Hormann debuteerde in 1996 bij uitgeverij Luitingh met Sporen van angst, over een moeder die op zoek gaat naar de ontvoerder van haar verdwenen kind. Een jaar later verscheen De plaag, een SF-thriller die zich afspeelt in 2004.
De doorbraak van Hormann kwam in 1999 met het boek Dubbel bedrog, gebaseerd op de op dat moment nog niet opgeloste zaak van de Utrechtse serieverkrachter. De Utrechtse recherche vond het boek zo realistisch dat Hormann werd gevraagd DNA af te staan.
In 2001 verscheen Terugslag, de vooralsnog laatste thriller van de auteur bij Luitingh. In 2004 publiceerde Hormann achtereenvolgens de reli-thriller De duistering, het non-fictie boek Een tweede huis en het jeugdboek Meneer Melchior & het betoverde bos. In december 2005 verscheen Gramschap, het vervolg op De duistering.
Op 31 oktober 2006 verscheen de bundel Horrorarium met nieuwe griezelverhalen van Nederlandse en Vlaamse auteurs, een initiatief van Hormann en zijn Vlaamse collega Nico de Braeckeleer om het genre uit het slop te halen. De Amerikaanse horrorauteur Dean Koontz schreef voor deze bundel een voorwoord.
In september 2008 publiceerde Hormann de thriller Het mysterie van Montalcino, door uitgever Jongbloed aangeprezen als "het christelijke antwoord op Dan Brown". De titel van het boek verwijst naar een 16e-eeuws schilderij van Bonaventura Salimbeni dat te zien is in de San Pietro-kerk in het Italiaanse plaatsje Montalcino. Op dat schilderij is een voorwerp te zien dat volgens sommigen een unidentified flying object voorstelt.
Na een ontmoeting met Stef Bos in 2010 ging Hormann zich toegeleggen op het schrijven van songteksten. Van zijn hand zijn onder meer Dichter bij jou, Tegenlicht en Verloren generatie.
In juni 2012 verscheen een tiende boek: Hypotheekvrij!; een autobiografisch verslag waarin werd gepleit om in korte tijd de aflossingsvrije hypotheek af te lossen. In zijn volgende boeken borduurde hij nadrukkelijk voort op dit thema, en koppelde hij het aflossen van de hypotheek en het controle krijgen over de eigen financiën aan minder werken, vervroegd pensioen en onthaasting. In 2013 verscheen Helemaal vrij!, in 2014 Het nieuwe nietsdoen, in 2015 De omgekeerde werkweek, in 2016 Het plakbandpensioen, in 2017 Leven van de lucht, in 2018 Een jaar in het donker en in 2020 Eindelijk hypotheekvrij!

## Publicaties

### Thrillers
- Sporen van angst (1996)
- De plaag (1997)
- Dubbel bedrog (1999)
- Terugslag (2001)
- De duistering (2004)
- Gramschap (2005)
- Het mysterie van Montalcino (2008)

### Non-fictie
- Een tweede huis (2004)
- Hypotheekvrij! (2012)
- Helemaal vrij! (2013)
- Het nieuwe nietsdoen (2014)
- De omgekeerde werkweek (2015)
- Het plakbandpensioen (2016)
- Leven van de lucht (2017)
- Een jaar in het donker (2019)
- Eindelijk hypotheekvrij! (2020)
- Coronaproof! (2021)
- Geluk op twee wielen (2023)
- En toen was er jazz (2024)

### Overig
- Meneer Melchior & het betoverde bos (jeugdboek, 2004)
- Horrorarium (horrorverhalen, met Nico de Braeckeleer, 2006)